# آلیسا بوراس
آلیسا بوراس (انگلیسی: Alisa Burras؛ زادهٔ ۲۳ ژوئن ۱۹۷۵) بازیکن بسکتبال اهل ایالات متحده آمریکا است.